# Killam (Alberta)
Killam est une ville (town) de la province de l'Alberta, au Canada.

## Démographie
| 2001  | 2006  | 2011 | 2016 |
| ----- | ----- | ---- | ---- |
| 1 004 | 1 019 | 981  | 989  |